# Euarê II
Euarê II ou Euare II (em inglês: Ewuare II; 20 de outubro de 1953) foi coroado Obá do Benim em 20 de outubro de 2016.

## Biografia

### Formação
Eheneden Erediauwa, como era conhecido antes de se tornar obá do Benim, frequentou o Edo College no Benim de 1965 a 1967 e o Colégio da Imaculada Conceição (Imaculate Conception College) de 1968 a 1970. Obteve seu Certificado de Nível A no South Thames College, Londres. Se formou em Economia pela Universidade de Gales, Reino Unido e possui um mestrado em Administração Pública pela Universidade Rutgers, Nova Jérsei, EUA.

### Carreira
Trabalhou nas Nações Unidas entre 1981 e 1982. Também atuou como embaixador da Nigéria em Angola e na Suécia, com credenciamento na Noruega, Dinamarca e República da Finlândia. Também foi embaixador da Nigéria na Itália.

## Reinado

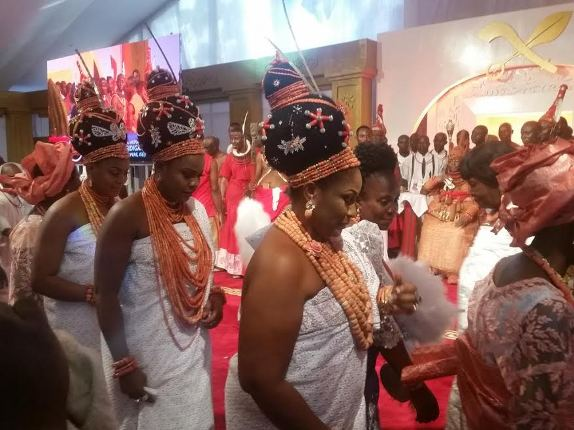
As esposas Oba'a, em sua coroação em 2016

Euarê II escolheu seu nome como homenagem a Euarê, do século XV. Desde sua ascensão ao trono, Euarê II trabalhou em estreita colaboração com Godwin Obaseki, o governador do estado de Edo. Como muitos de seus antecessores, exigiu, sem sucesso, que os Bronzes do Benim (espiritualmente e historicamente importantes), roubados em 1897 pelo Império Britânico, fossem devolvidos ao seu povo.
Em outubro de 2017, comemorou seu primeiro aniversário no trono, com grande participação da população local, além de vários oficiais, políticos e visitantes de outras partes da Nigéria, como Lagos, Calabar e Jos. O Conselho do Sultanato de Socoto e a família real de Ilê-Ifé também enviaram representantes para participar das celebrações.

## Vida pessoal
Quando foi coroado Obá, Euarê era casado com a rainha Irogama (Obazuaye N'erie), a princesa Iaiotá (Obazuwa N'erie) e a princesa Ipapa (Ohe N'erie). Mais tarde, se casou com mais mulheres.